# Frontera entre Belarús i Letònia
La frontera entre Belarús i Letònia és la frontera estatal entre Belarús i Letònia que transcorre des del trifini d'ambdós estats amb Lituània fins al trifini entre ambdós estats i Rússia.
L'actual frontera entre la República de Belarús (membres de la Comunitat d'Estats Independents) i Letònia (membre de la Unió Europea) es va establir després de la dissolució de la Unió Soviètica i confirmada per un acord del 21 de febrer de 1994 sobre l'establiment de la frontera, fixada jurídicament en 2008 i finalitzata el 10 d'abril de 2013 en l'acord sobre el funcionament de la frontera.
Durant uns 16,6 km de la frontera s'estén enal llarg del riu Daugava. També creua el Llac Ritxi i una illa en el llac.

## Passos fronterers
El 10 de maig de 2006 el Decret del President de Belarús n. 313 va establir els següents passos fronterers:
| # | Nom (Belarús — Letònia)                      | tipus de pas    |
| - | -------------------------------------------- | --------------- |
| 1 | Bihosava (Бігосава) — Indra                  | ferroviari      |
| 2 | Hryharowshchyna (Грыгароўшчына) — Paternieki | carretera       |
| 3 | Urbany (Урбаны) — Silene                     | carretera       |
| 4 | Hawrylina (Гаўрыліна) — Meikšāni             | pas simplificat |
| 5 | Druya (Друя) — Piedruja                      | pas simplificat |
| 6 | Lipawka (Ліпаўка) — Vorzova                  | pas simplificat |
| 7 | Plyusy (Плюсы) — Kaplava                     | pas simplificat |